# Osamu Akimoto
Pour les articles homonymes, voir Akimoto.
Osamu Akimoto (秋本 治, Akimoto Osamu) est un dessinateur de manga japonais. Il est né le 11 décembre 1952 à Katsushika (Tokyo), au Japon.

## Biographie
Osamu Akimoto est né le 11 décembre 1952  à Kameari dans l'arrondissement Katsushika de Tokyo, au Japon.
Il a commencé sa carrière avec le nom de plume Tatsuhiko Yamadome (山止たつひこ, Yamadome Tatsuhiko).
L'auteur est célèbre au Japon pour son manga Kochikame, publié pendant 40 ans entre septembre 1976 et 2016, avec plus de 1800 chapitres et la publication du 200e album, et qui a été le manga avec le plus grand nombre de volumes publié, record inscrit au Guinness, jusqu'à la sortie du 201e album de Golgo 13 qui lui a ravi ce titre .
Il est parvenu à faire évoluer son histoire en fonction de l'actualité tout en gardant l'esprit traditionnel des quartiers Shitamachi, où se déroule l'histoire[réf. nécessaire]. Plusieurs adaptations du manga ont eu lieu, en série d'animation, film, drama, etc.,,.

## Œuvre
- 1976 - 2016 : Kochira Katsushika-ku Kameari Kōen-mae Hashutsujo (こちら葛飾区亀有公園前派?), sous son nom de plume jusqu'à l'épisode 100 de la série[10] ; pré-publié dans le magazine Weekly Shônen Jump, 200 volumes[11].
- 1984 : Shiro bai fighter - Yumeno Jô henge (白バイファイター　夢之丞変化?) ; pré-publié dans le magazine Weekly Shônen Jump, 1 volume[12].
- 1989 : Mr. Clice (ja) (ミスタークリス?) ; pré-publié dans Gekkan Shounen Jump, 7 volumes[13].
- 1996 : Akimoto Osamu Tanpenshu (花田留吉七転八倒?) ; 1 volume[14].
- 1999 : Akimoto Osamu Kessakushu (秋本治傑作集?) ; 3 volumes[15].

## Distinctions
En 2001, le mangaka reçoit le Grand Prix de l'Association des auteurs de bande dessinée japonais pour KochiKame.

## Sources